# Norman Bel Geddes
Norman Bel Geddes   (Adrian, 27 d'abril de 1893 - Manhattan, 8 de maig de 1958) va ser un escenògraf i dissenyador industrial estatunidenc descrit el 2012 per The New York Times com «un artesà i dibuixant brillant, un mestre de l'estil, el Leonardo da Vinci del segle xx». Com a escenògraf, Bel Geddes va aportar una perspectiva innovadora i enèrgica als escenaris de Broadway i a la Metropolitan Opera. A la dècada del 1930 es va convertir en una de les primeres persones a obtenir el títol de dissenyador Industrial. Els seus dissenys futuristes streamline van reinventar molts dels objectes quotidians de l'època, des d'avions comercials i creuers fins a cocteleres i circs. També va concebre i va supervisar la construcció de l'Exposició Futurama a l'Exposició Universal de Nova York de 1939 .

## Trajectòria
Normal Melancton Geddes es va criar a New Philadelphia. Era fill de Flora Luelle (de soltera Yingling) i Clifton Terry Geddes, corredor de borsa. Quan es va casar amb Helen Belle Schneider el 1916, van combinar els seus cognoms com a «Bel Geddes». Les seves filles van ser l'actriu Barbara Bel Geddes i l'escriptor Joan Ulanov.
Bel Geddes va començar la seva carrera amb escenografies per al Los Angeles Little Theatre d'Aline Barnsdall la temporada 1916–17, i el 1918 com a dissenyador d'escenaris de la Metropolitan Opera de Nova York. Va dissenyar i dirigir diverses obres teatrals, des d'Arabesque i The Five O'Clock Girl a Broadway fins a un espectacle de patinatge, It Happened on Ice, produït per Sonja Henie. També va crear l'escenografia per a la pel·lícula Feet of Clay (1924), dirigida per Cecil B. DeMille, i va dissenyar vestuari per a Max Reinhardt.
Bel Geddes va obrir un estudi de disseny industrial el 1927 i va dissenyar una àmplia gamma de productes comercials, des de cocteleres fins a medallons commemoratius passant per aparells de ràdio. Els seus dissenys es van estendre a conceptes futuristes no realitzats: un automòbil en forma de llàgrima i una casa art déco del futur. El 1929, va dissenyar l'Airliner Number 4, un avió amfibi que incorporava una zona de jocs, una orquestra, un gimnàs, un solàrium i dos hangars d'avions.
El seu llibre Horizons (1932) va tenir un impacte significatiu «en popularitzar l'estil streamline moderne (aerodinamisme) quan només uns pocs enginyers es plantejaven el seu ús funcional, va fer possible l'estil de disseny dels anys 1930». A la clàssica pel·lícula de ciència-ficció de La vida futura (1936), d'H.G. Wells, va ajudar el dissenyador de producció William Cameron Menzies en el disseny del món del demà.
Bel Geddes va dissenyar el pavelló de General Motors, conegut com Futurama, per a l'Exposició Universal de Nova York de 1939. Per a aquella famosa i influent instal·lació, Bel Geddes va explotar el seu treball anterior en la mateixa línia: havia dissenyat una Metropolis City of 1960 el 1936. En el llibre Magic Motorways (1940) va promoure els avenços en el disseny i el transport d'autopistes, prefigurant el sistema de carreteres interestatals, juntament amb aspectes de l'assistència al conductor i la conducció autònoma. L'ordinador Mark I va ser dissenyat per Bel Geddes en col·laboració amb IBM per a la Universitat Harvard.

## Llegat
Bel Geddes va morir a Nova York el 8 de maig de 1958. La seva autobiografia, Miracle in the Evening, es va publicar pòstumament l'any 1960. L'United States Postal Service va emetre un segell postal en honor a Bel Geddes en tant que «pioner del disseny industrial».
L'arxiu de Norman Bel Geddes està en mans del Harry Ransom Center de la Universitat de Texas a Austin. Aquesta gran col·lecció inclou maquetes, esborranys, dissenys d'aquarel·la, notes d'investigació, propostes de projectes i correspondència. El Ransom Center també serva els arxius de la segona esposa de Bel Geddes, la dissenyadora de vestuari i productora Edith Lutyens Bel Geddes.

## Galeria

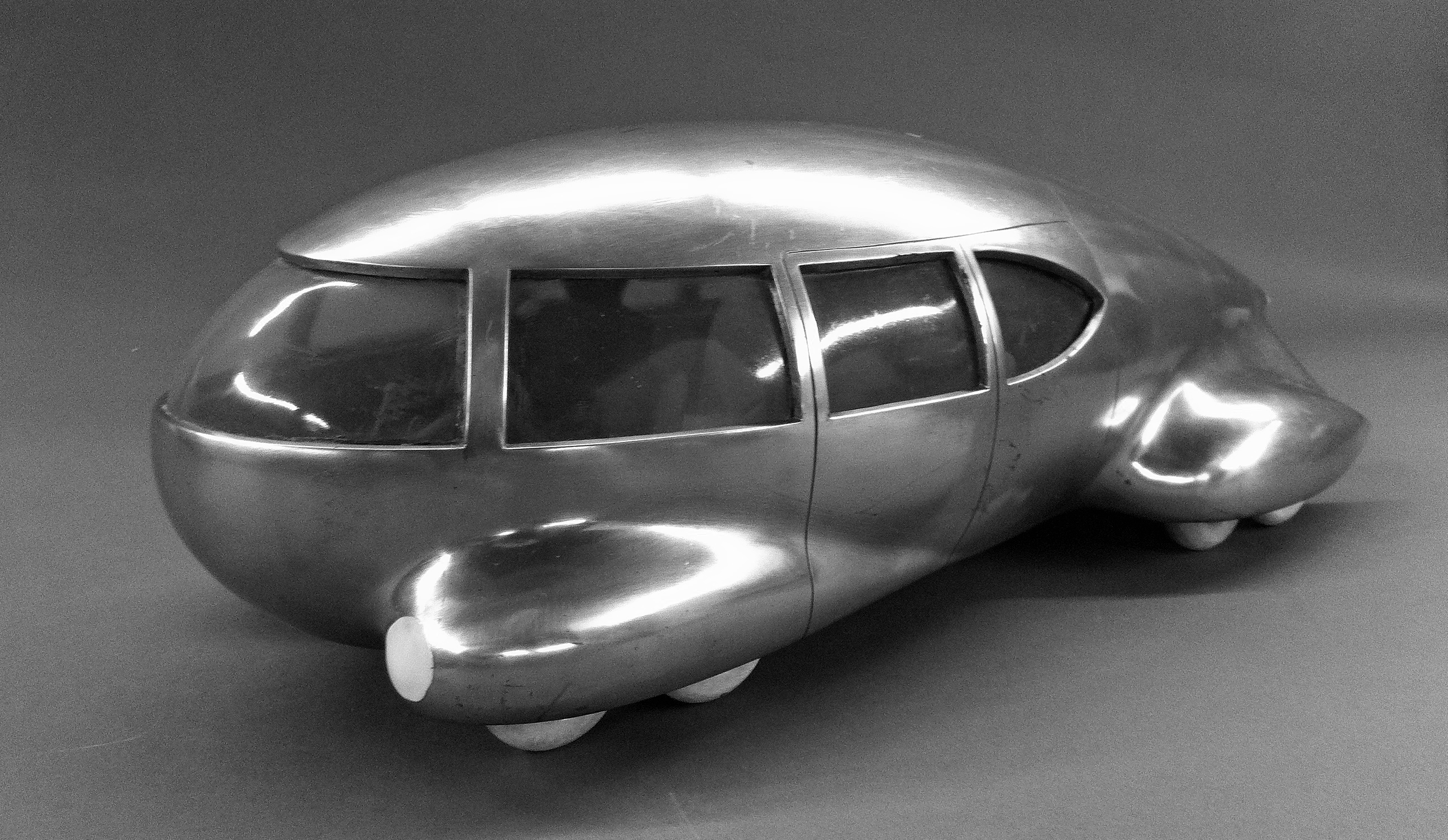
Model d'automòbil en forma de llàgrima
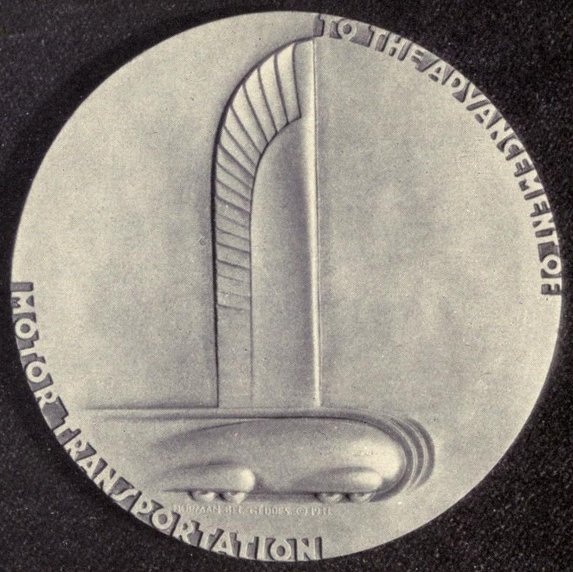
Medalla del 25è aniversari de General Motors amb un cotxe en forma de llàgrima (1933)
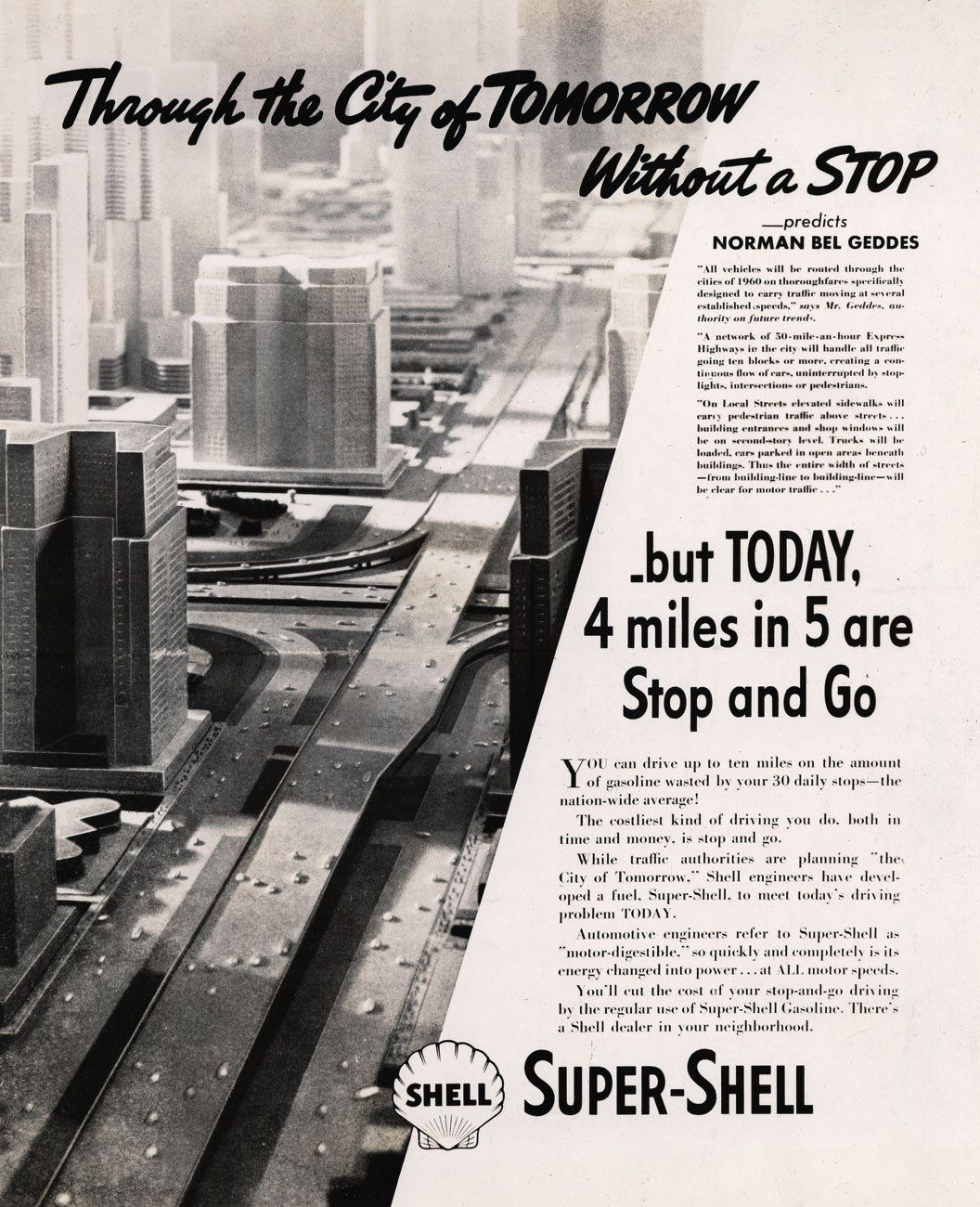
«A través de la ciutat del demà sense parar», anunci de Shell Oil (1937)
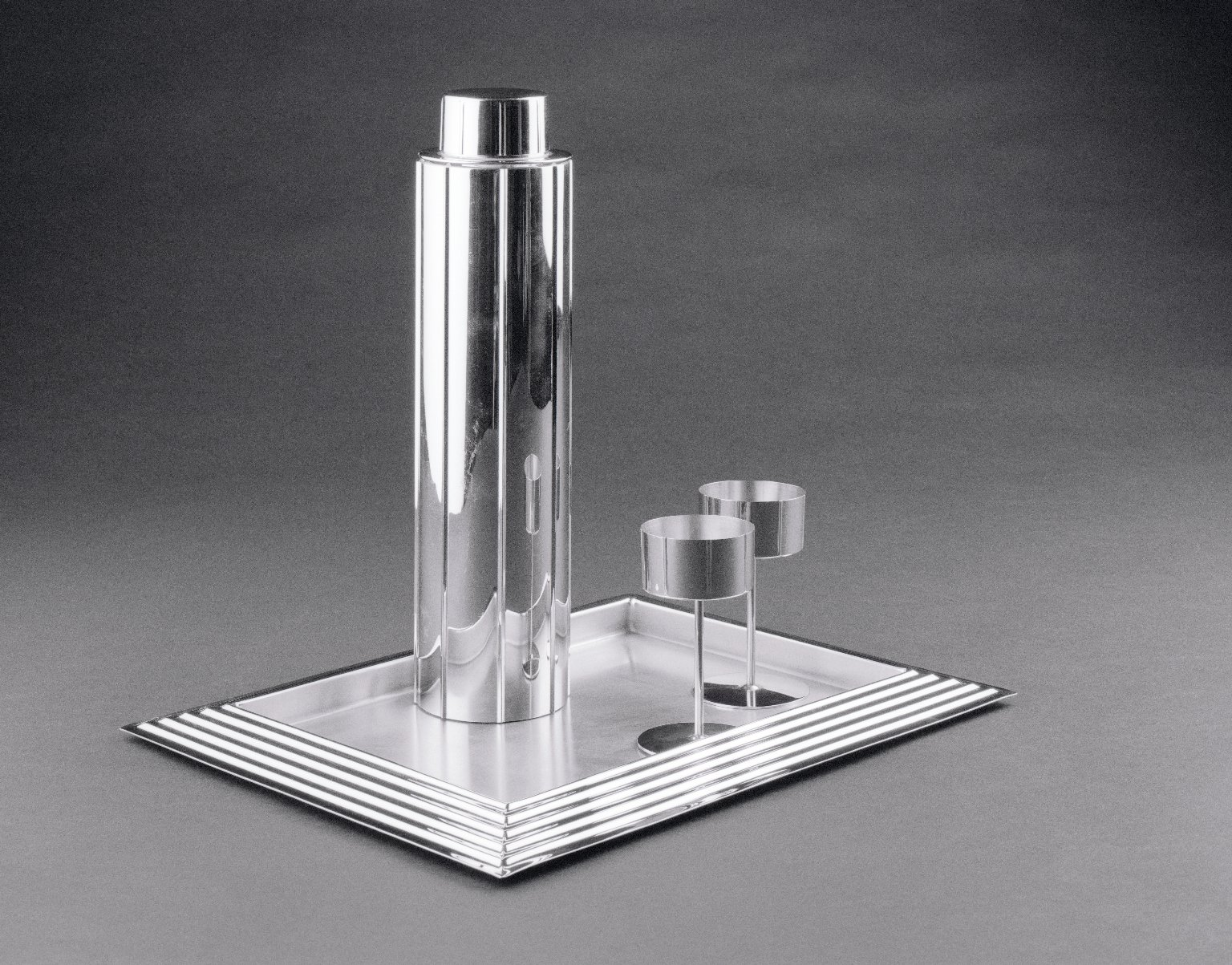
Set de còctel (1937, Museu de Brooklyn)
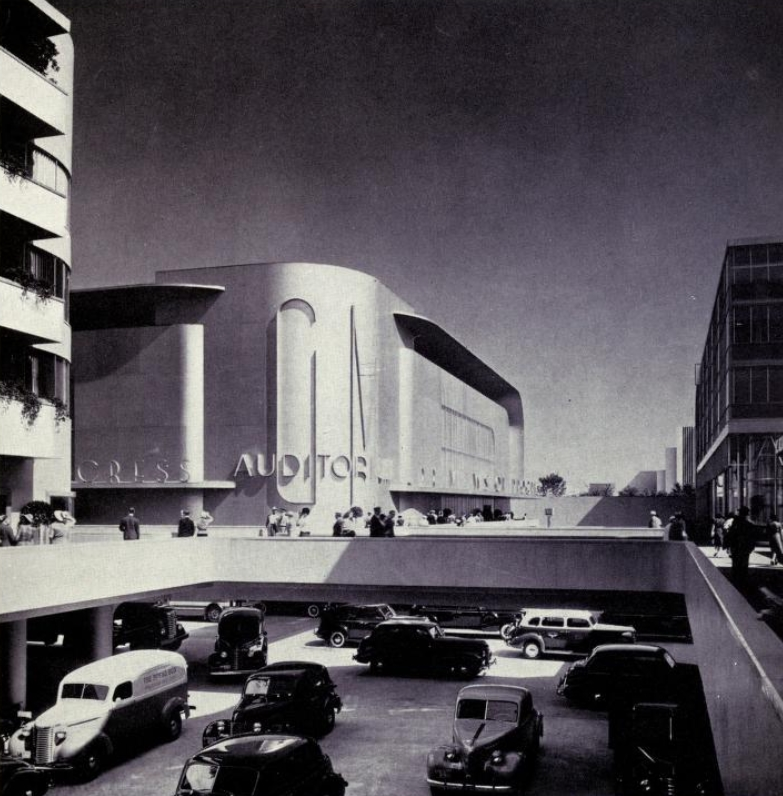
Una intersecció de carrers a gran escala a la Ciutat del Futur de l'exposició de Futurama (1939)
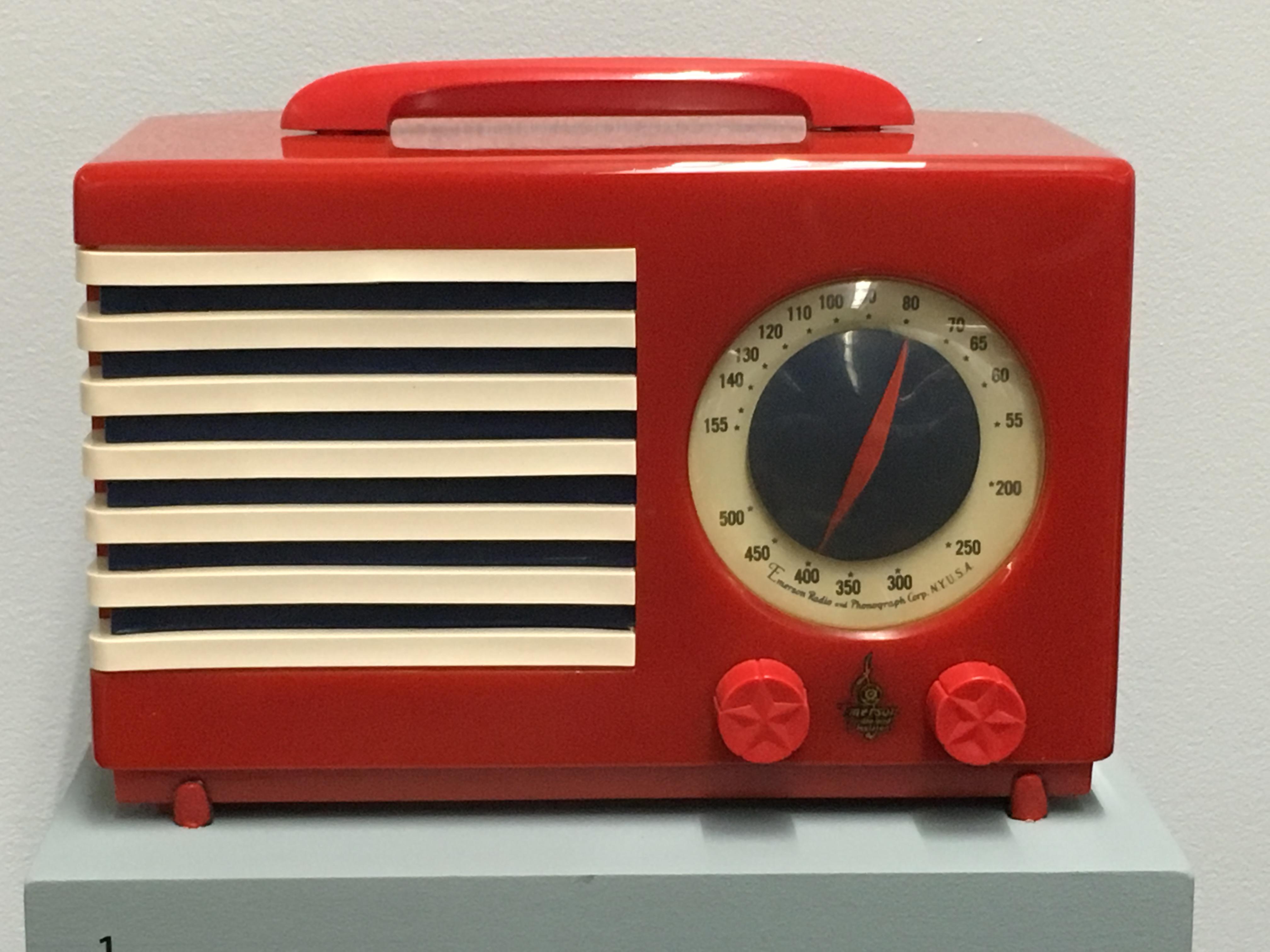
Emerson Radio Model 400-3 Patriot (1940)
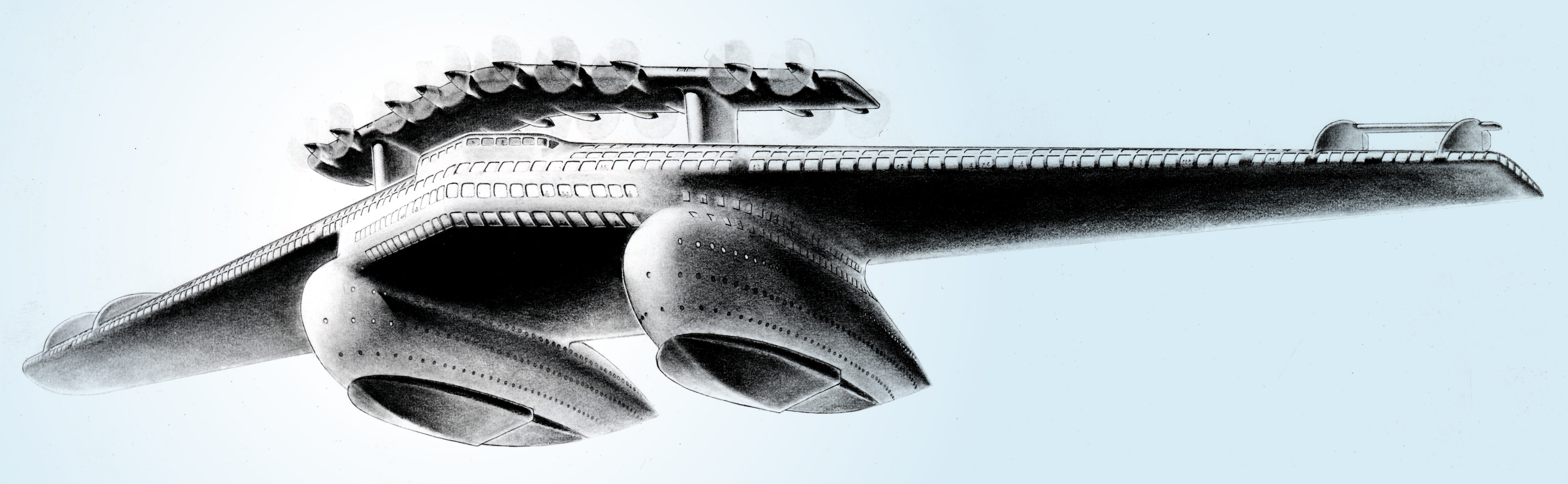
Airliner Number 4

## Obra publicada
- Horizons Little Brown, Boston, 1932.
- "Streamlining", Atlantic Monthly, No. 154 (novembre 1934), p. 553–558.
- Magic Motorways. Random House, New York, 1940.
- Miracle in the Evening: An Autobiography. Doubleday, New York, 1960.